# Štefan Michalička
Štefan Michalička (nascido em 2 de dezembro de 2000) é um ciclista eslovaco, membro da equipa CyS-Akadémia Petra Sagana.

## Palmarés em estrada

### Por ano
- 2016
  -     - 3.º e 4. ª etapas da Asvö Radjugendtour

  - 2.º do Asvö Radjugendtour
- 2020
  - 2.º do campeonato da Eslováquia em estrada esperanças

### Classificações mundiais
| Ano             | 2020   |
| UCI Europe Tour | 688.º. |

## Palmarés em pista

### Campeonato da Eslováquia
- 2018
  -  Campeão da Eslováquia da americana (com Lukáš Kubiš)
- 2019
  - 3.º do campeonato da Eslováquia de scratch
- 2020
  -  Campeão da Eslováquia do quilómetro
  -  Campeão da Eslováquia de perseguição  Campeão da Eslováquia de corrida à eliminação
  -  Campeão da Eslováquia de scratch
  - 2.º do campeonato da Eslováquia do omnium
  - 2.º do campeonato da Eslováquia de corrida por pontos